# Hauptgeschäftsführer
Hauptgeschäftsführer ist eine Bezeichnung für die oberste hauptamtliche Leitungsperson einer Körperschaft. Die Funktion eines Hauptgeschäftsführers wird in der Regel dann eingesetzt, wenn der ranghöchste Funktionsträger ehrenamtlich tätig ist. Die Bezeichnung wird traditionell von Industrie- und Handelskammern und von Handwerkskammern, von Berufsgenossenschaften, auch von (Berufs-)Verbänden und Vereinen für den Leiter der laufenden Geschäfte verwendet.
Eine rechtliche Grundlage findet sich im deutschen Privatrecht nicht, vielmehr wird der Begriff traditionell von den og. Verbänden und Vereinen verwendet.

## Bestellung und Funktion
Die Bestellung und Funktion des Hauptgeschäftsführers wird von der Satzung geregelt. Soweit die Satzung einen Hauptgeschäftsführer vorsieht, gilt üblicherweise, aber nicht zwingend:
Hauptgeschäftsführer werden von der jeweiligen Mitgliederversammlung (bei Kammern meist Vollversammlung) auf Vorschlag des Präsidiums, also des ehrenamtlichen Führungskreises, gewählt. Bei Handwerkskammern ist der ehrenamtliche Vorstand kollektiver Dienstvorgesetzter des Hauptgeschäftsführers. Bei den Industrie- und Handelskammern ist es das Präsidium. Der Hauptgeschäftsführer wiederum ist der weisungsbefugte Dienstvorgesetzte aller hauptamtlichen Kammer- oder Verbandsmitarbeiter. Der Hauptgeschäftsführer ist für die laufende, ordnungsgemäße Erledigung der Geschäfte zuständig und vertritt gemeinsam mit dem Präsidenten die Kammer in der Öffentlichkeit gerichtlich und außergerichtlich.

## Machtstellung
Ein Hauptgeschäftsführer kann je nach Konstellation, Engagement und Fachkompetenz der Ehrenamtsträger im Vorstand einen sehr unterschiedlichen Gestaltungsspielraum und Machtposition entwickeln: Teilweise existieren sogenannte „Präsidentenkammern“ mit schwachem Hauptgeschäftsführer, der sich nur auf die Verwaltung des Hauses beschränkt. Teilweise gibt es „HGF-Kammern“ mit schwachem Präsidium, das fast nur repräsentativ tätig wird. Dort bestimmt der Hauptgeschäftsführer den Kurs. Das lässt sich ebenfalls auf „Präsidentenverbände“ oder „HGF-Verbände“ übertragen.
Weitere Führungsmitarbeiter von Kammern und Verbänden, die einen wichtigen Geschäftsbereich leiten, werden teilweise zu Geschäftsführern ernannt oder gewählt, um den Hauptgeschäftsführer in der Führung des Hauses zu unterstützen. Auch die Funktion des Geschäftsführers wird in diesem Fall von der Satzung geregelt. Meist handelt sich dabei um Ehrentitel, die nichts über die Geschäftsführungsbefugnis und Vertretungsmacht aussagen.

## Österreich
In Österreich werden die Kammern der freien Berufe ebenso wie die Wirtschafts- und Landwirtschaftskammern jeweils durch einen Kammeramtsdirektor geleitet. Seine Funktion und Machtfülle entspricht im Wesentlichen der eines Hauptgeschäftsführers. Anders als in Deutschland ergeben sich jedoch Bestellung und Funktion nicht aus der Satzung der Körperschaft, sondern aus dem jeweiligen Gesetz.